# Georg Gotthold Monse
Georg Gotthold Monse (* 2. Januar 1751 in Fischbach; † 12. Oktober 1811) war ein deutscher Buchdrucker.

## Leben
Monse machte in Bautzen eine Lehre zum Buchdrucker und führte nach dem Tod seines Lehrherren dessen Buchdruckerei zusammen mit dessen Witwe, die gleichzeitig seine Tante war, fort. 1795 heiratete er Christine Magdalene, verw. Berger. Ab Januar 1782 veröffentlichte er die „Budissinischen wöchentlichen Nachrichten“, aus der die „Bautzener Nachrichten“ hervorgingen.
Monse veröffentlichte auch eigene literarische Texte. Er wurde auf dem Taucherfriedhof in Bautzen begraben.

## Veröffentlichungen
- Das jetztlebende Oberlausitz, oder gegenwärtiger Zustand des Markgrafthums Oberlausitz : in einer topographischen Angabe der Städte und Dörfer dieser Provinz, und aller in derselben sich befindenden hohen und niedern Officianten ... Neue vermehrte und verbesserte Auflage. Monse, Bautzen 1789 (Digitalisat).
- Dem Durchlauchtigsten Fürsten und Herrn, Herrn Friedrich August Kurfürsten zu Sachsen u.s.w. bey Höchstdero Geburtsfeier am 23. Decmbr. 1789. Monse, Bautzen 1789 (Digitalisat).
- Früchte meiner freien Stunden. Monse, Bautzen 1798 (Digitalisat).